# Billy Bingham
Billy Bingham, właśc. William Laurence Bingham (ur. 5 sierpnia 1931 w Belfaście, zm. 10 czerwca 2022 w Birkdale) – północnoirlandzki piłkarz występujący na pozycji pomocnika lub napastnika, oraz trener piłkarski.
Był zawodnikiem m.in. Sunderlandu, gdzie podczas ośmioletniego pobytu zyskał opinię jednego z najefektowiej grających i najskuteczniejszych skrzydłowych w Division One, oraz Luton Town i Evertonu, z którym w 1963 roku zdobył mistrzostwo Anglii. Z reprezentacją Irlandii Północnej, w której barwach rozegrał 56 meczów, dotarł do ćwierćfinału mundialu 1958. Po zakończeniu kariery piłkarskiej rozpoczął pracę szkoleniową. Łącznie przez osiemnaście lat był selekcjonerem drużyny narodowej, którą dwukrotnie wprowadzał do finałów mistrzostw świata: w 1982 roku jego podopieczni powtórzyli sukces z 1958 roku i doszli do drugiej rundy, a cztery lata później odpadli już po fazie grupowej. Ponadto Bingham był szkoleniowcem Evertonu i reprezentacji Grecji.

## Kariera piłkarska
W 1950 roku za osiem tysięcy funtów został kupiony przez Sunderland A.F.C., w którego barwach występował przez osiem lat. Rozegrał 227 meczów i strzelił 47 goli.
Od 1958 roku był zawodnikiem Luton Town, z którym najpierw dotarł do finału Pucharu Anglii, a w następnym sezonie spadł z ekstraklasy. Przed Second Division uratowała go propozycja gry w Evertonie. W 1963 roku świętował z nim mistrzostwo Anglii.
Później przez rok występował jeszcze w Port Vale, a w 1964 roku złamał nogę i musiał zakończyć piłkarską karierę. Miał wówczas trzydzieści trzy lata.

## Sukcesy piłkarskie
- finał Pucharu Anglii 1959 z Luton Town
- mistrzostwo Anglii 1963 z Evertonem

W reprezentacji Irlandii Północnej od 1951 do 1964 roku rozegrał 56 meczów i strzelił 10 goli – start na mundialu 1958 (ćwierćfinał).

## Kariera szkoleniowa
Dwukrotnie był selekcjonerem reprezentacji Irlandii Północnej, w latach 1967–1971 oraz 1980–1994. Po prawie trzydziestoletniej przerwie wprowadził ją do mistrzostw świata – w 1982 roku Irlandczycy doszli do drugiej rundy, wyprzedzając Jugosławię i Honduras, a cztery lata później odpadli już po fazie grupowej. Drużyna, w której grali wówczas m.in. Pat Jennings, Sammy McIlroy, Martin O’Neill i Norman Whiteside nazywana była The Billy's Boys.
W maju 1973 roku został szkoleniowcem Evertonu. W sezonie 1974–1975 zespół długo zajmował pierwsze miejsce w lidze, ale w ostatnich pięciu meczach wygrał tylko raz i ostatecznie spadł na czwartą pozycję. Na finiszu następnych rozgrywek Everton był jedenasty. Po ośmiu ligowych meczach bez zwycięstwa Bingham został zdymisjonowany w styczniu 1977 roku.

## Sukcesy szkoleniowe
- IV miejsce w Premiership w sezonie 1974–1975 z Evertonem
- start w mundialach 1982 (druga runda) i 1986 (faza grupowa) z reprezentacją Irlandii Północnej